# کائوناکاکی (هاوایی)
کائوناکاکی (به انگلیسی: Kaunakakai) یک منطقهٔ مسکونی در ایالات متحده آمریکا است که در شهرستان ماویی، هاوایی واقع شده‌است. کائوناکاکی ۴۲٫۶ کیلومتر مربع مساحت و ۳٬۴۲۵ نفر جمعیت دارد و ۶ متر بالاتر از سطح دریا قرار دارد.